# 反三国演义
《反三国演义》又名《反三国志》:200，为中华民国文人周大荒所撰写的白话文章回小說:200。

## 概述
据信该书始作于1919年，1924年起在《民德报》上连载:200，1930年结集，由上海卿云书局出版:200。全書共六十回。:200
该书从徐庶进曹营一节开始改写了《三国演义》的剧情（第三十六回）:201，褒劉備，抑孫權，貶曹操。并且加大了赵云与马超的戏分:201，让此二人成为刘备的顶梁柱，并最终攻陷许昌，助蜀汉统一全国。文中的刘备手下谋士众多：诸葛亮同样足智多谋；而徐庶则识破曹操诓徐母手书的把戏，在赵云的协助下将母亲救出许昌，自己亦留在蜀汉。庞统逃出落凤坡之难:202，得以继续辅佐刘备。
此書虛構了馬超之妹、趙雲之妻馬雲騄。:202

## 外部參考
1. 1 2 3 4 5 6 7 8 9  劉逸生. . 江蘇古籍. 1992. ISBN 7-80519-356-8 （中文（繁體））.